# Министерство труда и социальной защиты Республики Беларусь
Министерство труда и социальной защиты Республики Беларусь (Минтруда и соцзащиты; бел. Міністэрства працы і сацыяльнай абароны Рэспублікі Беларусь) — республиканский орган государственного управления, реализующий политику в области труда и охраны труда, занятости населения, социальной защиты и демографической безопасности. Министерство является правопреемником Государственного комитета Республики Беларусь по труду и социальной защите населения. Министр — Павлюченко Наталия Викторовна.

## История
5 января 1919 года в БССР был создан Комиссариат труда, функции которого в марте были переданы Народному комиссариату труда Литовско-Белорусской ССР. В июле 1920 года был создан отдел труда Минского губернского революционного комитета, который 1 августа был преобразован в отдел труда Ревкома БССР, 26 августа — в Комиссариат труда Ревкома, а 17 декабря — в Народный комиссариат труда БССР. Наркомтруд занимался вопросами учёта и мобилизации рабочей силы и состоял из 4 отделов: учёта рабочей силы, учёта потребности рабочей силы, повинности, мобилизационно-распределительный. В уездах и волостях (с 1924 года — в районах) действовали местные отделы труда, в деревнях их функции выполняли сельсоветы. 3 ноября 1924 года было утверждено Положение о Наркомате труда. Аппарат Наркомтруда состоял из Главного управления социального страхования и общего управления и отделов рынка труда, охраны труда, тарифно-конфликтного, статистического. 1 октября 1928 года было утверждено новое Положение о наркомате. 29 сентября 1933 года Наркомтруд был ликвидирован путём присоединения к Центральному совету профессиональных союзов.
4 ноября 1933 года была создана постоянная Комиссия по регулированию вербовки рабочей силы при СНК БССР, 19 августа 1938 года — Комиссия по организованному набору рабочей силы при СНК БССР. Положение о комиссии было утверждено СНК БССР 19 сентября 1938 года. 15 февраля 1944 года было образовано Бюро по учёту и распределению рабочей силы при СНК БССР, в 1946 году оно было ликвидировано, а его функции переданы Управлению трудовых резервов. На базе отдела организованного набора рабочих Белорусского управления трудовых резервов было создано Управление организованного набора рабочих при Совете Министров БССР. Положение об Управлении было утверждено Советом Министров БССР 30 января 1954 года. 31 декабря 1954 года путём объединения этого управления и Управления переселения Министерства сельского хозяйства БССР было создано Главное управление по переселению и организованному набору рабочих при Совете Министров БССР. 20 мая 1955 года было утверждено Положение о Главном управлении. 27 января 1962 года ЦК КПБ и Совет Министров БССР упразднили Главное управление, передав его функции Уполномоченному Совета Министров БССР по переселению и организованному набору рабочих. 28 февраля 1967 года Указом Президиума Верховного Совета БССР был создан Государственный комитет Совета Министров БССР по использованию трудовых ресурсов. В 1976 году он был преобразован в Государственный комитет Совета Министров БССР по труду, в 1978 году — в Государственный комитет БССР по труду, в 1988 году — в Государственный комитет БССР по труду и социальным вопросам, 18 января 1991 года — в Государственный комитет БССР по труду и социальной защите населения, а 19 сентября 1991 года — в Государственный комитет Республики Беларусь по труду и социальной защите населения. Параллельно с 1920 года существовал Наркомат социального обеспечения БССР (с 1946 года — министерство), в 1991 году ставший Министерством социального обеспечения БССР.
Указом Президента Республики Беларусь от 19 сентября 1994 года № 122 Государственный комитет Республики Беларусь по труду и социальной защите населения был преобразован в Министерство труда Республики Беларусь, а Министерство социального обеспечения Республики Беларусь — в Министерство социальной защиты Республики Беларусь (по другой версии, Минсобес был преобразован в Минсоцзащиты 3 августа 1994 года). 24 сентября 2001 года они были объединены в Министерство труда и социальной защиты. Действующее Положение о Министерстве труда и социальной защиты было утверждено постановлением Совета Министров Республики Беларусь от 31 октября 2001 года № 1589.

## Структура
В структуре центрального аппарата министерства насчитывается 1 департамент, 1 фонд, 4 главных управления, 7 самостоятельных управлений, 4 самостоятельных отдела и 2 сектора:
- Департамент государственной инспекции труда;
- Фонд социальной защиты населения;
- Главное управление труда и заработной платы;
- Главное управление пенсионного обеспечения;
- Главное управление социального обслуживания и социальной помощи;
- Главное юридическое управление;
- Управление политики занятости;
- Управление по делам инвалидов;
- Управление охраны и государственной экспертизы условий труда;
- Управление комплексного анализа;
- Управление народонаселения, гендерной и семейной политики;
- Управление информационных технологий;
- Управление по работе с обращениями граждан, юридических лиц, делопроизводству и материально-техническому обеспечению;
- Отдел организационно-кадровой политики и идеологической работы;
- Отдел международного сотрудничества и социального партнерства;
- Отдел планирования и финансирования;
- Отдел бухгалтерского учета и отчетности;
- Контрольно-аналитический сектор;
- Сектор режимно-секретной деятельности.

Министерству также подчиняются комитеты по труду, занятости и социальной защите облисполкомов и Минского горисполкома, а также ряд самостоятельных организаций.

## Руководство
- Министр: Павлюченко Наталия Викторовна;
- Первый заместитель министра: Астрейко Татьяна Анатольевна;
- Заместители министра: Артёменко Марина Борисовна, Игорь Григорьевич Старовойтов, Валерий Валерьевич Ковальков[13].

прежнее руководство
- Александр Викторович Соснов (1994—1996);
- Иван Алексеевич Лях (1996—2001);
- Антонина Петровна Морова (2001—2006);
- Владимир Николаевич Потупчик (2006—2009);
- Марианна Акиндиновна Щёткина (2009—2017);
- Валерий Анатольевич Малашко (2016—2017);
- Ирина Анатольевна Костевич (2017—2024).